# Łazik (badania kosmosu)
Łazik – rodzaj sondy kosmicznej, posiadający możliwość poruszania się po powierzchni ciała, na którym wylądował (planety, księżyca, lub planetoidy). Łazik, dzięki swojej mobilności, ma dużą przewagę nad zwykłym lądownikiem w kwestii wyboru miejsca i obiektu badań, jednak jego wysłanie jest znacznie droższe ze względu na konieczność umieszczenia systemu napędowego wewnątrz sondy, co znacznie zwiększa jej wagę. Do łazików zaliczane są głównie pojazdy bezzałogowe, ale łazikiem księżycowym był też nazywany załogowy Lunar Roving Vehicle, używany w misjach programu Apollo.

## Łaziki księżycowe

### Program Łunochod

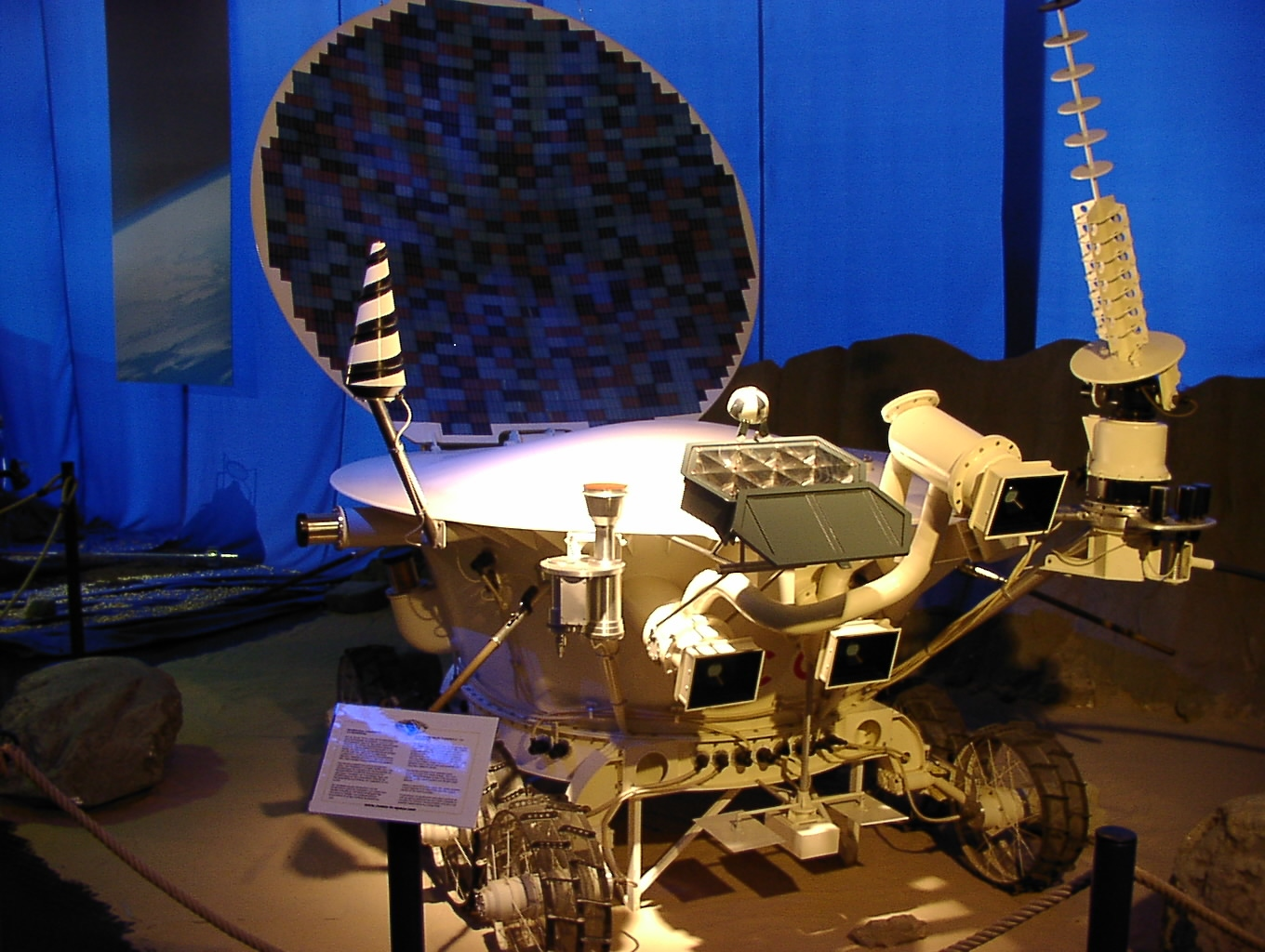
Model Łunochoda 2, jednego z pierwszych łazików

Pierwsze łaziki zostały zaprojektowane w ramach radzieckiego programu kosmicznego Łuna i nosiły nazwę Łunochodów (ros. Луноход, „chodzący po Księżycu”). Pierwszy z nich, Łunochod 201 uległ zniszczeniu po awarii rakiety nośnej, ale dwa kolejne pojazdy, Łunochod 1 i Łunochod 2 bezpiecznie dotarły na Księżyc na początku lat 70. XX wieku. Łaziki pokonały na Srebrnym Globie dystans odpowiednio 10,54 km i 37 km; przesłały zdjęcia z powierzchni i przeprowadziły na miejscu badania regolitu księżycowego. Były one sterowane z Ziemi. Do zasilania używały ogniw słonecznych, a podczas nocy, trwającej na Księżycu prawie 2 ziemskie tygodnie, do utrzymania aparatury w odpowiedniej temperaturze korzystały z ogrzewania radioizotopowego. Czwarty łazik zbudowany w ramach tego programu, Łunochod 3, pozostał na Ziemi po anulowaniu misji.

### Lunar Roving Vehicle

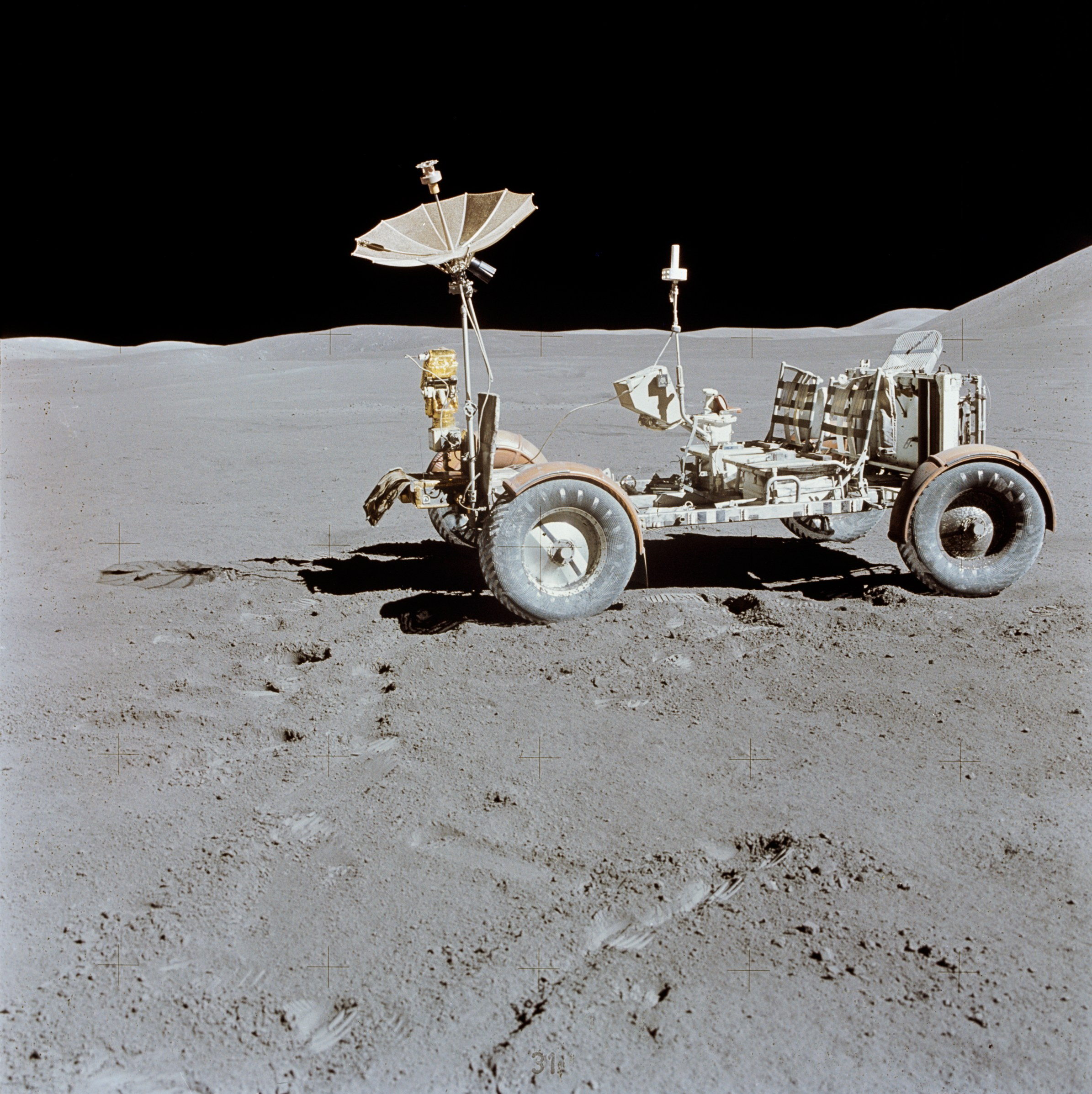
Pojazd używany w misji Apollo 15

Podczas trzech ostatnich lotów załogowych na Księżyc, Apollo 15, 16 i 17, astronauci posługiwali się do przemierzania dużych dystansów pojazdami Lunar Roving Vehicle (LRV), zdolnymi do przewożenia transportu o masie 409 kg, w tym dwóch osób. Pojazdy miały lekką konstrukcję, były zasilane za pomocą dwóch baterii 36-woltowych i osiągały prędkość ok. 13 km/h, choć Eugene Cernan z misji Apollo 17 osiągnął maksymalną prędkość 18 km/h.

### Program Chang’e

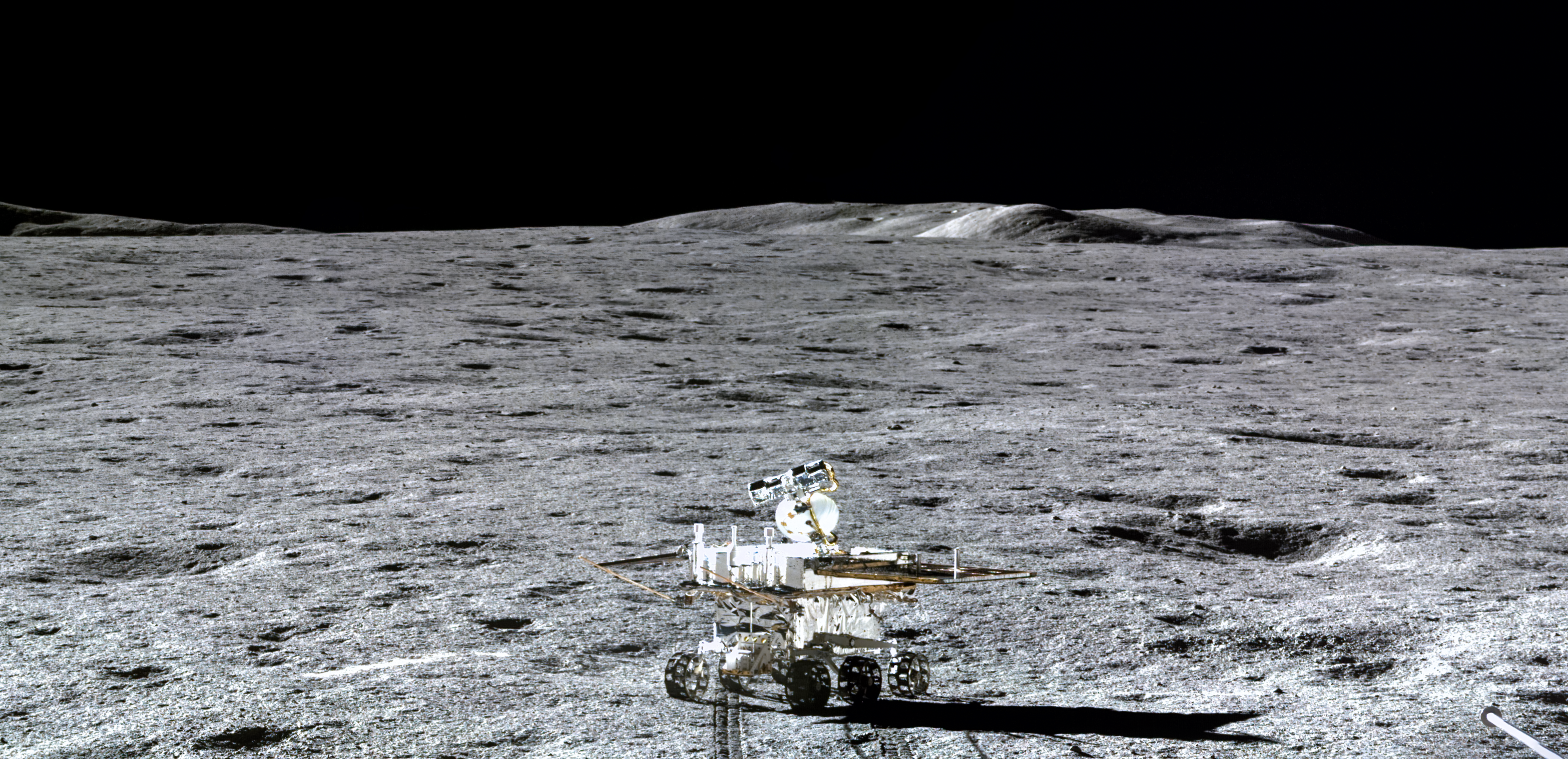
Łazik Yutu-2 w kraterze Von Kármán

Chińska Narodowa Agencja Kosmiczna (CNSA) w ramach programu Chang’e wysłała na Księżyc w 2013 roku lądownik Chang’e 3 i sześciokołowy łazik księżycowy Yutu („Jadeitowy królik”), w celu badania powierzchni Srebrnego Globu. Sonda wylądowała 14 grudnia na obszarze Mare Imbrium. 3 stycznia 2019 lądownik Chang’e 4 z łazikiem Yutu-2 wylądował w kraterze Von Kármán na niewidocznej stronie Księżyca. W misja Chang’e 6, która wylądowała w 2024 roku w kraterze Apollo, lądownik był wyposażony w miniłazik o nazwie Jinchan.

### Program Chandrayaan

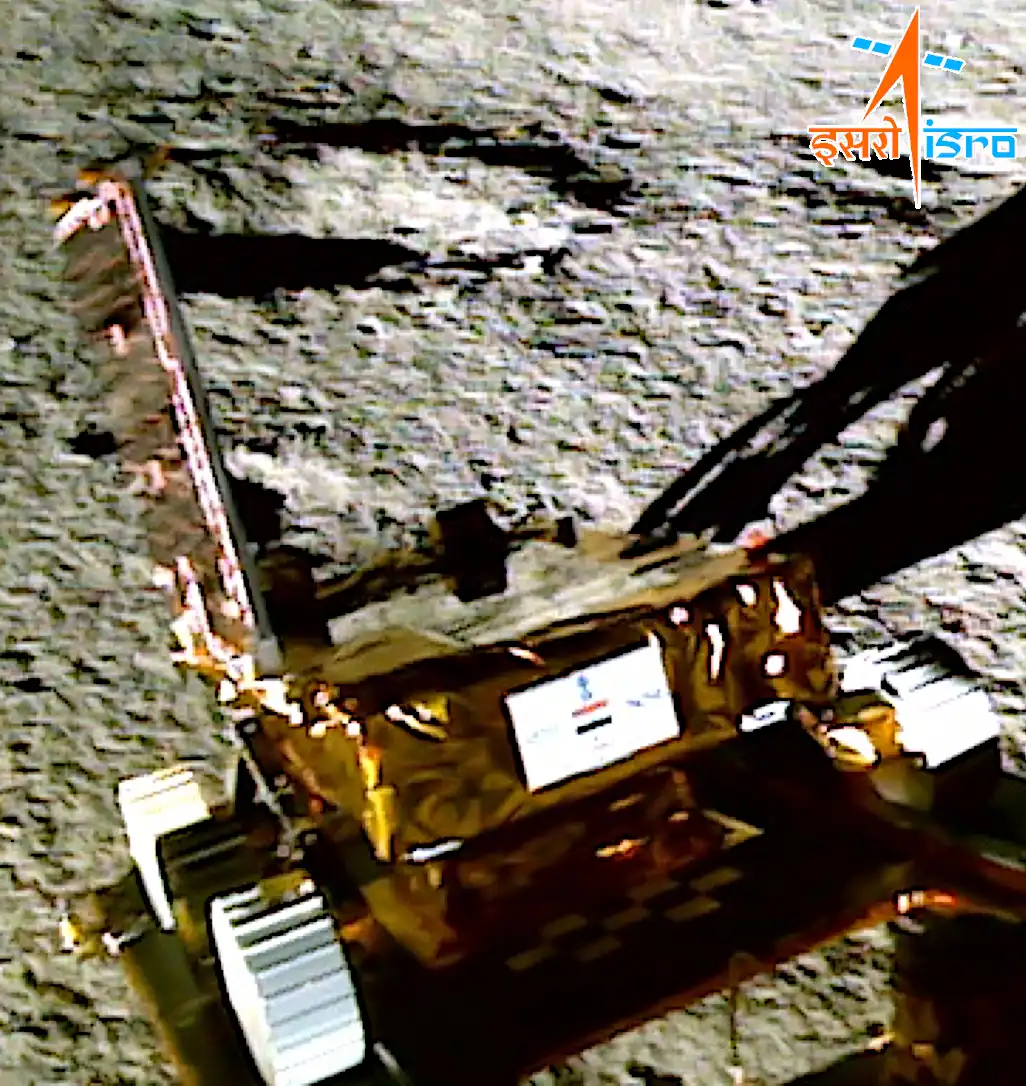
Łazik Pragyan wyjeżdża na powierzchnię

Indyjska Organizacja Badań Kosmicznych (ISRO) w ramach misji Chandrayaan-2 wysłała na Księżyc 22 lipca 2019 roku lądownik Vikram z łazikiem Pragyan. Misja zakończyła się niepowodzeniem, lądownik z łazikiem roztrzaskały się o powierzchnię Księżyca 6 września 2019 roku. Kolejna misja, Chandrayaan-3 była już udana, 23 lipca 2023 roku identycznie nazwany lądownik Vikram osiadł na powierzchni Księżyca i po kilku godzinach wypuścił łazik Pragyan na powierzchnię. 

## Łaziki marsjańskie

### Program Mars (radziecki)
Pierwszym łazikiem, który bezpiecznie dotarł na powierzchnię Marsa w grudniu 1971 r., był PrOP-M (ros. Прибор оценки проходимости – Марс, „instrument oceny drożności – Mars”) na pokładzie radzieckiej sondy Mars-3. Było to niewielkie urządzenie o masie 4,5 kg, połączone 15-metrowym przewodem z lądownikiem. Pojazd miał „chodzić” na płozach, a nie jeździć na kołach, jak inne tego typu urządzenia. Misja zakończyła się jednak klęską, kontakt z lądownikiem został stracony w kilkanaście sekund po lądowaniu i łazik nie został nigdy użyty. Identyczne urządzenie znajdowało się na pokładzie sondy Mars 2, która uwolniła lądownik pięć dni wcześniej, jednak jego spadochron nie otworzył się i urządzenie uderzyło z dużą prędkością w powierzchnię planety.

### Sojourner

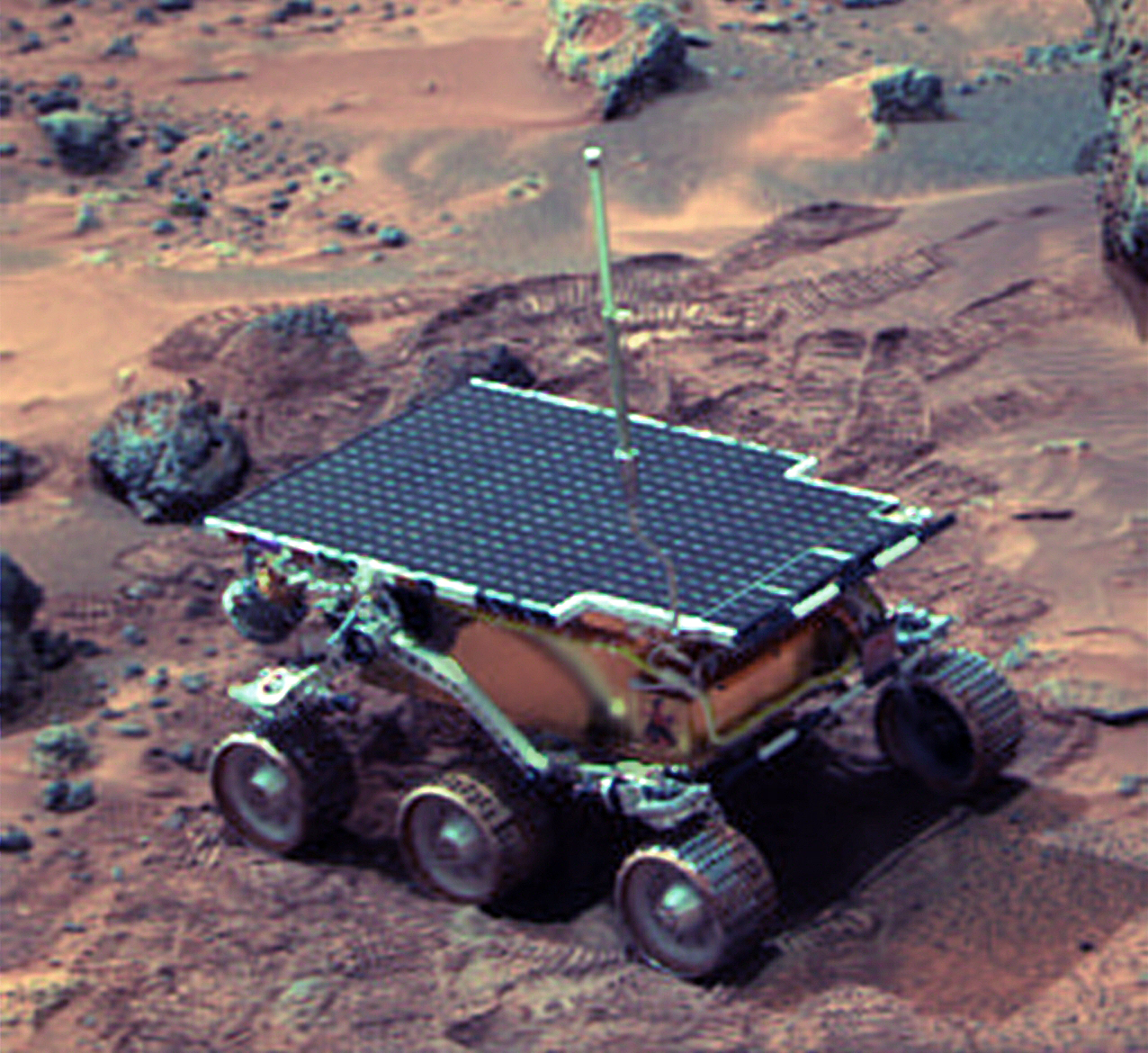
Łazik Sojourner na powierzchni Marsa – zdjęcie lądownika Pathfinder

Pierwszą udaną misją wykorzystującą samobieżny pojazd na innej planecie był Mars Pathfinder. 6 lipca 1997 roku z platformy lądownika zjechał na powierzchnię planety łazik Sojourner, o masie zaledwie 10,5 kg, zasilany przez baterie słoneczne. Przesłał on na Ziemię 550 zdjęć i przeprowadził analizę składu chemicznego skał.

### Spirit i Opportunity

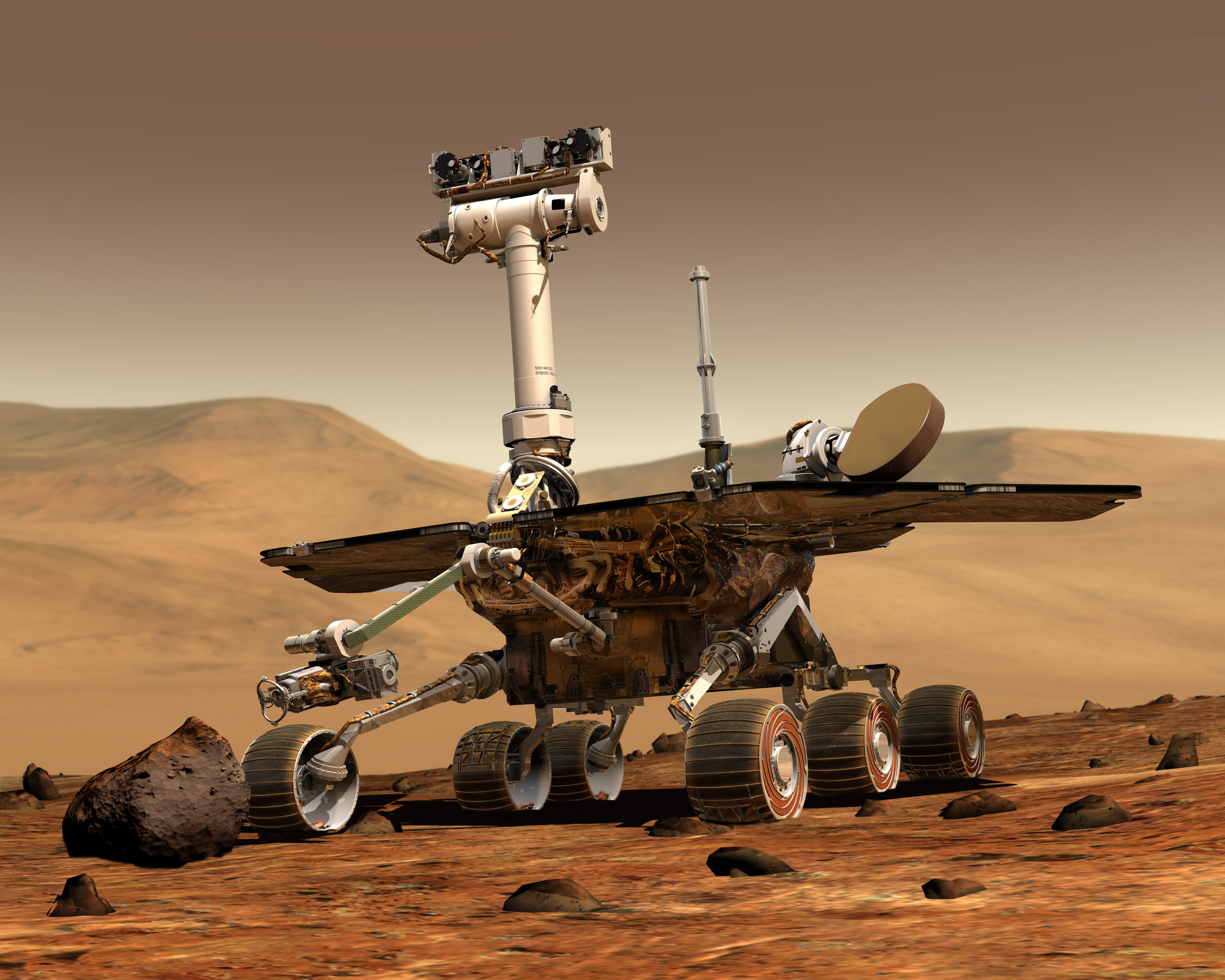
Mars Exploration Rover – ilustracja

W styczniu 2004 roku w odległych rejonach Marsa wylądowały dwa identyczne łaziki Spirit i Opportunity, tworzące program Mars Exploration Rover. Oba były zasilane bateriami słonecznymi, podobnie jak Sojourner, ale były znacznie od niego większe, o masie 185 kg. Podstawowy program ich misji obejmował 90 dni marsjańskich. Łazik Spirit działał przez 2210 dni marsjańskich i przejechał w tym czasie 7,73 km; łazik Opportunity do 7 sierpnia 2012 roku spędził na powierzchni planety 3035 marsjańskich dni i przejechał 34,64 km. Dzięki ich badaniom uzyskano potwierdzenie, że w przeszłości na powierzchni Marsa istniały zbiorniki wodne; łaziki zaobserwowały także chmury typu cirrus i wiry pyłowe. Wiatr co pewien czas oczyszczał panele słoneczne łazików, zwiększając ich żywotność. Łazik Spirit dotarł do wzgórz Columbia Hills i tam prowadził badania geologiczne, w 2009 roku utracił jednak mobilność, a w marcu 2010 stracono z nim kontakt. Opportunity we wrześniu 2010 roku minął połowę drogi między badanym wcześniej kraterem Victoria a znacznie większym kraterem Endeavour, w którym miał szansę zbadać duże odsłonięcie warstw geologicznych. W sierpniu 2011 roku łazik dotarł na skraj krateru i rozpoczął jego badania. Kontakt z sondą został utracony w czerwcu 2018, na skutek silnej burzy pyłowej, która ogarnęła znaczną część planety.

### Curiosity

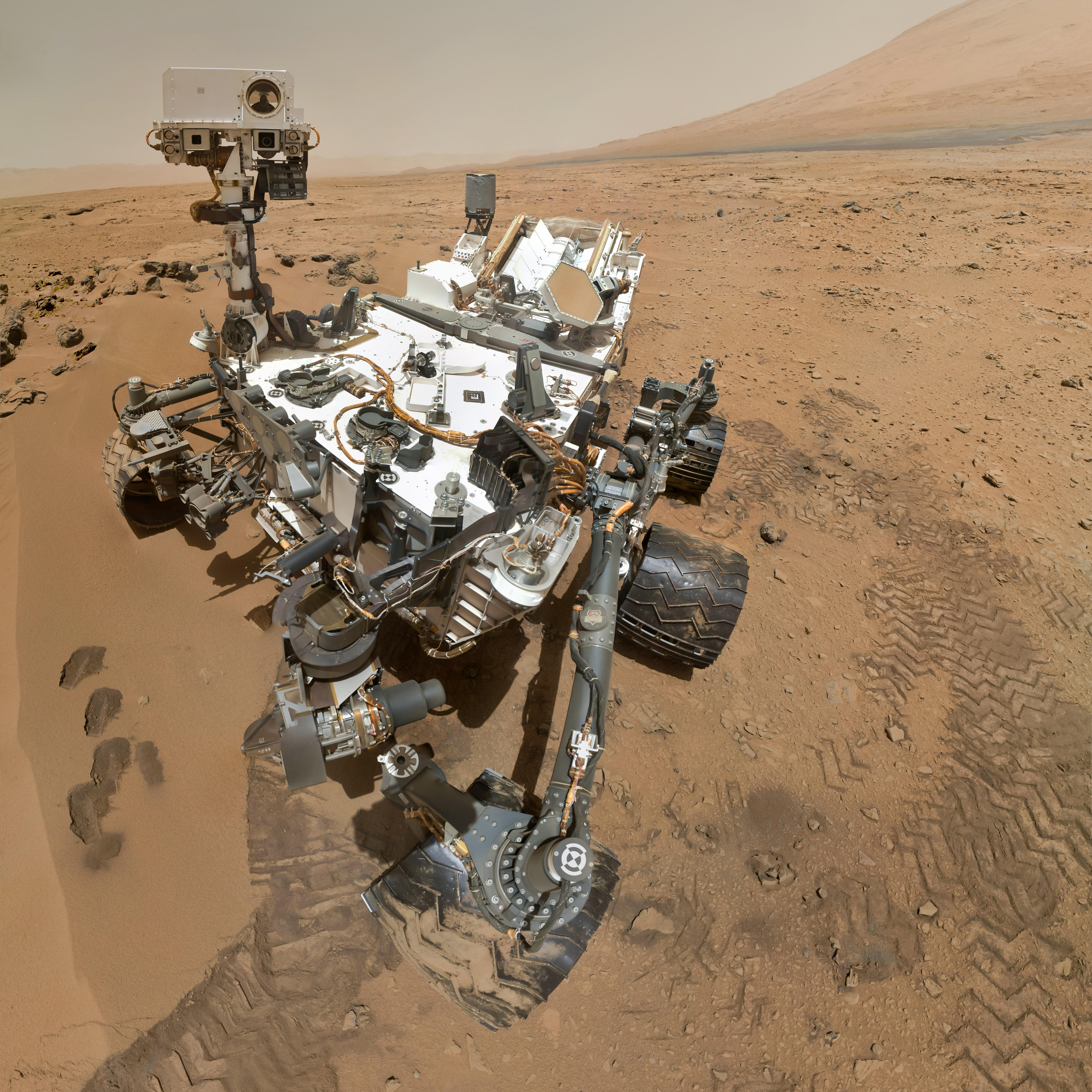
„Autoportret” łazika Curiosity na Marsie – mozaika zdjęć wykonanych umieszczoną na wysięgniku kamerą MAHLI

W listopadzie 2011 roku NASA wysłała na Marsa, w ramach misji Mars Science Laboratory, łazika Curiosity, który wylądował w kraterze Gale’a 6 sierpnia 2012 roku o 5:32 UTC. Pojazd ma masę 899 kg i jest bogato wyposażonym samobieżnym laboratorium badawczym. Wykorzystuje dla zasilania radioizotopowy generator termoelektryczny zamiast używanych w poprzednich łazikach paneli słonecznych, które szybko pokrywały się pyłem. Celem jego misji jest zbadanie warunków panujących w przeszłości geologicznej na Marsie, w szczególności miejsca i roli wody w historii Marsa, oraz pod kątem możliwości istnienia życia. Podstawowa misja miała trwać 1 rok marsjański (687 dni ziemskich), z możliwością wydłużenia. Do sierpnia 2020 roku łazik przebył odległość 23 kilometrów, wspinając się na stoki góry Aeolis Mons (Mount Sharp) i badając warstwy skalne odłożone tam w przeszłości.

### Zhurong
Chiny w sierpniu 2020 roku wysłały na Marsa swój pierwszy lądownik wraz z łazikiem. Łazik Zhurong jest wyposażony w kamery, georadar i instrumenty do badania składu powierzchni, marsjańskiej pogody i pola magnetycznego. Jego podstawowa misja ma trwać 90 dni marsjańskich.

### Perseverance

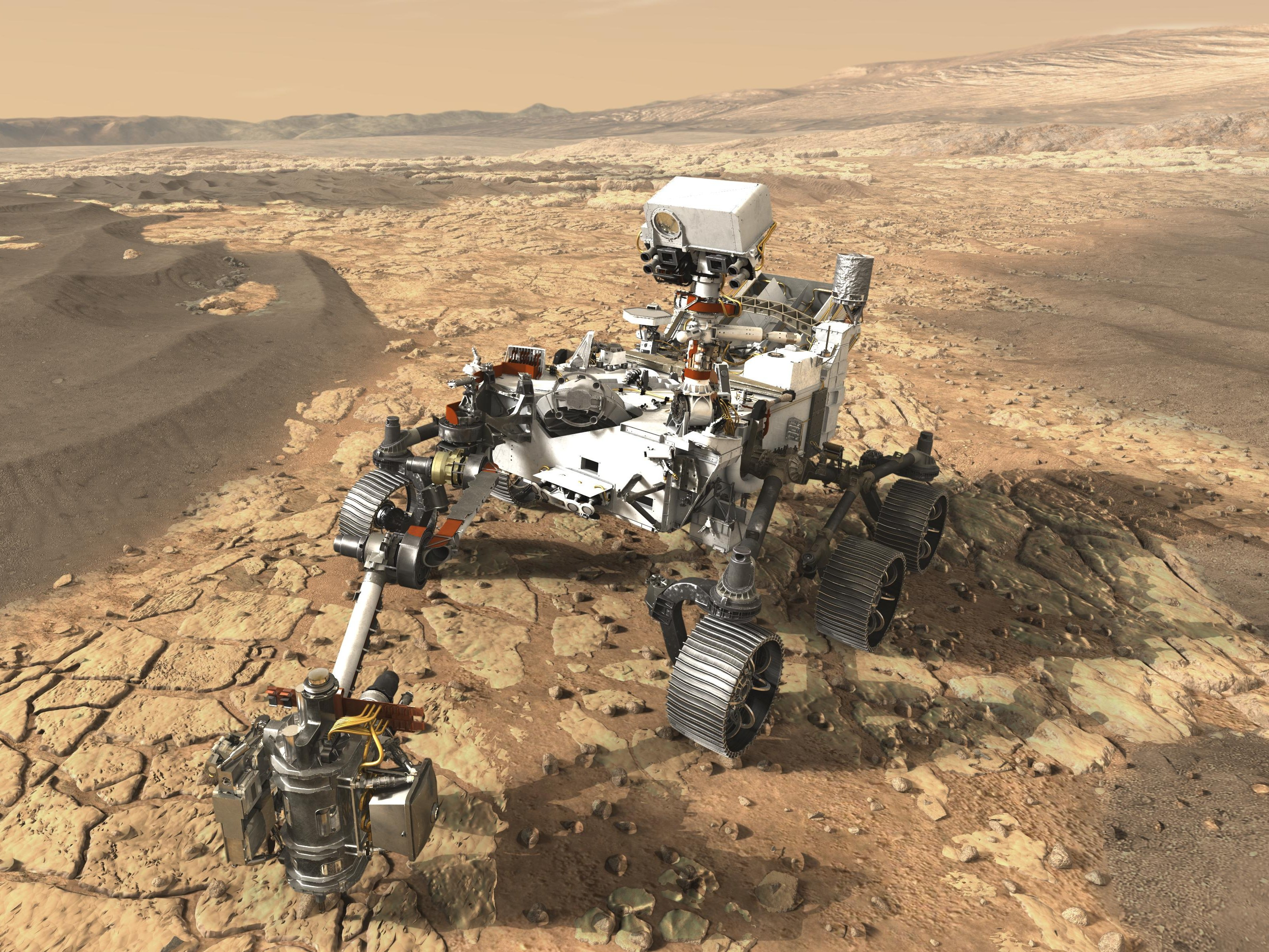
Wizualizacja łazika Mars 2020 w trakcie pracy

W lipcu 2020 roku NASA wysłała na Marsa łazik Perseverance, wykorzystując rozwiązania technologiczne opracowane w trakcie misji MSL Curiosity. Łazik bada geologię miejsca lądowania, krateru Jezero, aby poznać historię klimatu planety i ewentualność istnienia na niej życia. Jako pierwszy zabezpieczył też próbki, które mają trafić na Ziemię z kolejną misją. Łazik był wyposażony w eksperymentalnego drona Ingenuity – miniaturowy śmigłowiec zdolny do lotu w rzadkiej atmosferze Marsa.

## Mobilne lądowniki na planetoidach

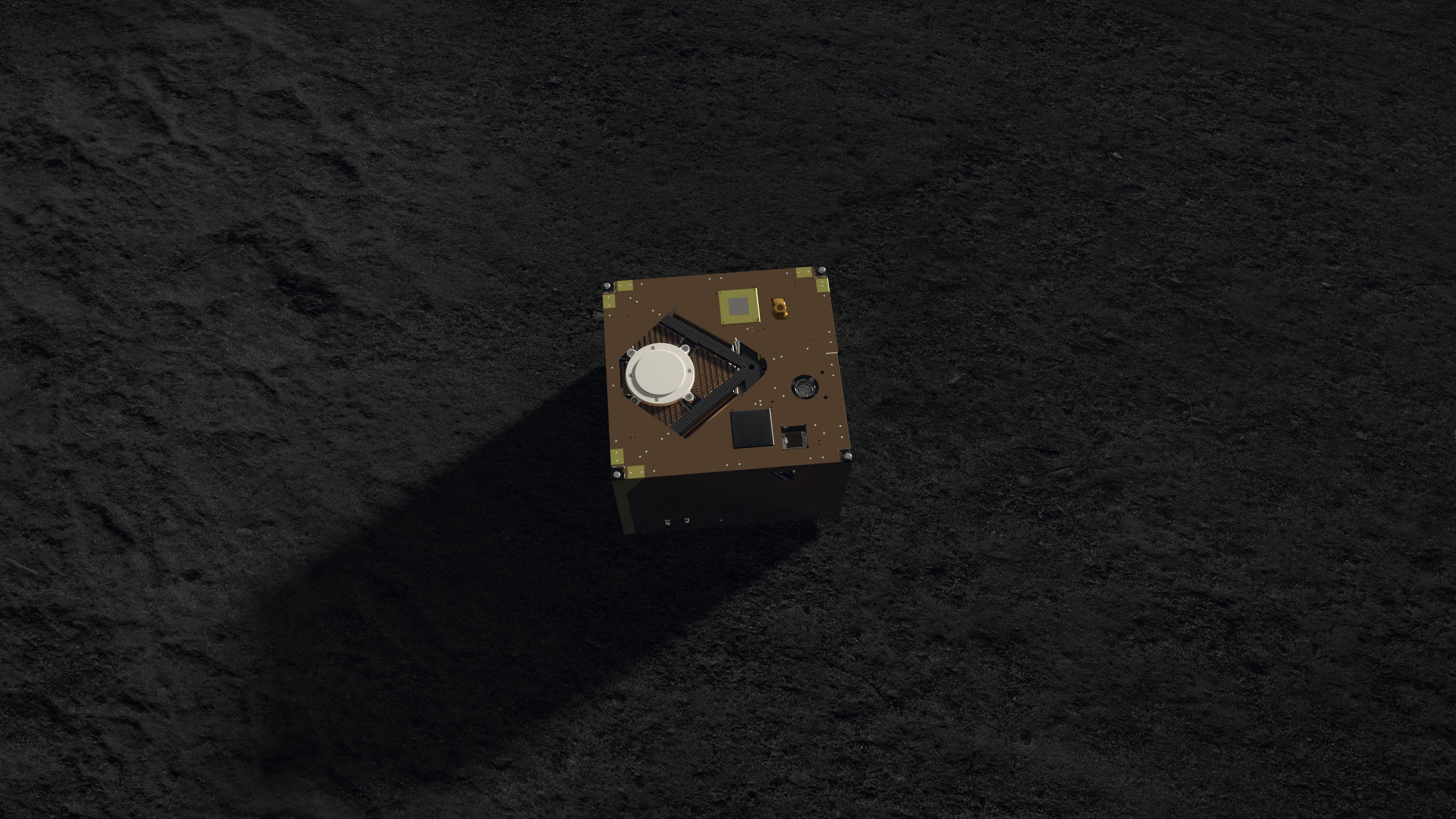
Wizualizacja łazika MASCOT na powierzchni planetoidy Rygu

Małe planetoidy mają znikomą grawitację, a ukształtowanie ich powierzchni jest zazwyczaj nieznane przed startem misji, co wymusza odmienne rozwiązania ruchu samobieżnych lądowników niż na większych obiektach. Wysłane dotąd urządzenia poruszają się raczej skokami, niż na kołach. W 2005 roku japońska sonda Hayabusa badająca planetoidę (25143) Itokawa uwolniła skaczący łazik MINERVA, który jednak nie trafił w cel. Późniejsza misja Hayabusa 2 badająca planetoidę (162173) Ryugu miała na pokładzie aż cztery miniaturowe łaziki. 21 września 2018 roku sonda uwolniła dwa pierwsze skaczące łaziki, oznaczone MINERVA-II1 Rover-1A (HIBOU) i Rover-1B (OWL). Oba urządzenia wylądowały na planetoidzie i przekazały dane i zdjęcia. 3 października na planetoidzie wylądował łazik MASCOT, który także funkcjonował po wylądowaniu i przemieszczał się skokami po powierzchni ciała. Czwarty łazik MINERVA-II2 (ULULA) zawiódł przed rozpoczęciem misji, dlatego został wykorzystany tylko do pomiaru pola grawitacyjnego; 3 października 2019 został uwolniony i okrążał planetoidę przed swoim rozbiciem.

## Planowane misje

### ExoMars – Rosalind Franklin
Europejska Agencja Kosmiczna we współpracy z Roskosmosem prowadzi program badawczy ExoMars, w ramach którego w 2016 roku został wysłany orbiter i lądownik, a w 2022 w drogę miał wyruszyć łazik. Nazwany imieniem Rosalind Franklin łazik, nieco większy od łazików MER, będzie miał możliwość wykonywania wierceń w gruncie marsjańskim na głębokość 2 m. Początkowo przewidywano współpracę z NASA i wysłanie dwóch łazików, znacznie mniejszy amerykański łazik MAX-C (Mars Astrobiology Explorer-Cacher) miał zbierać, analizować i przechowywać najcenniejsze próbki, które w dalszej przyszłości miałyby zostać dostarczone na Ziemię. Start łazika był planowany na 2020 rok, ale po analizie ryzyka i w związku z opóźnieniami wywołanymi pandemią COVID-19, został przełożony na następne okno startowe, od sierpnia do października 2022 roku. W marcu 2022 roku, z powodu rosyjskiej inwazji na Ukrainę, projekt został zawieszony.